# Dario Rossetti
Dario Rossetti nome di battaglia Rani d'Ancan (Montecarotto, 30 agosto 1922 – Ancona, 30 marzo 2000) è stato un partigiano italiano.

## Biografia
Si diploma in ragioneria e nel febbraio del 1943 viene chiamato alle armi e inviato al Deposito del 73º Reggimento Fanteria di Trieste, dopo aver frequentato inizialmente il corso di ufficiale presso il V battaglione di istruzione a Poggioreale del Carso e successivamente a Navacchio di Pisa. La notizia della firma dell'armistizio di Cassibile lo raggiunge quando è ancora in Toscana. Nel caos generale opta per la diserzione, evitando un probabile arresto da parte dei soldati della Wehrmacht. Ritorna al suo paese natale dove contribuisce, insieme al compaesano Domenico Angeloni, alla nascita delle prime formazioni appartenenti ai Gruppi di Azione Patriottica.
Conosce Marcello Marini di Ancona, con il quale svolge azioni di sabotaggio. I due decidono di attraversare le linee nemiche ma vengono arrestati dai tedeschi a Pescara. Evasa la sorveglianza militare, ritorna nella clandestinità. Un nuovo tentativo di raggiungere il Sud insieme a ex prigionieri di guerra, stavolta via mare, è presto abbandonato a causa dell'inatteso bombardamento notturno del porto di Civitanova Marche da parte della RAF.
Insospettito da certe uscite poco “patriottiche” di Rolando Gilberti, partigiano alla guida del gruppo di Sant'Angelo in Pontano ed ex squadrista, lo fa disarmare dal comandante montenegrino Janco Klicovach. Il sottotenente Rossetti preme per riorganizzare insieme al compagno Marini il movimento partigiano del Fermano, a partire dalla banda «Rani d'Ancan», suo nome di battaglia. Il 26 aprile 1944 contribuisce alla nascita del raggruppamento “Decio Filipponi”, assumendone il comando.
A cadere in un tranello fascista è l'amico Marini insieme a Mario Rolitti, fatti prigionieri a Falerone. Preoccupato per la vita dei suoi compagni, Rani d'Ancan e un partigiano slavo catturano due repubblichini provenienti da Ravenna, nel tentativo estremo di uno scambio alla pari tra prigionieri. La proposta gappista giunge ai comandi fascisti di Ascoli e di Fermo quando i due sfortunati sono stati ormai fucilati senza processo. Alla notizia, Rani d'Ancan ordina l'immediata condanna a morte degli ostaggi.
Due imprese su tutte resero celebre nel Fermano il nome di Rani d'Ancan: la completa evacuazione del campo di internamento di Servigliano nella notte tra il 7 e l'8 giugno 1944, dove erano rinchiusi gli ebrei dell'Ascolano, ai quali si erano aggiunti nel febbraio 1944 circa 300 maltesi, e della cittadina di Montegiorgio. Oltre a ciò, la lotta alle spie condotta dai gappisti agli ordini di Rossetti produsse un numero elevato di prigionieri, indurì la stima della popolazione locale verso il comandante montecarottese e, soprattutto, impedì deportazioni e rappresaglie di civili.
Rientrato a Montecarotto dopo la Liberazione, Dario Rossetti partecipò attivamente alla creazione delle prime "cellule" del Partito Comunista Italiano. Il matrimonio lo portò poi a trasferirsi ad Ancona, città dove rimase per il resto della sua vita.

## Le Bande Filipponi
Appartenente alle brigate d'assalto "Garibaldi", il battaglione gappista risultò il più insidioso tra le forze partigiane della bassa collina marchigiana. Dei tre nuclei "Filipponi", la banda d'Ancan era attiva nella zona di Sant'Angelo in Pontano, Montappone, Massa Fermana e Loro Piceno. Le altre due formazioni erano guidate da Giovanni Iommi, destinato alla zona di Servigliano, Penna San Giovanni, Falerone, e da Ercole Ercoli, presente prevalentemente nella zona di Mogliano.
Così si espresse il sindaco Borgani di Montappone nel luglio del 1944: «Le violenze personali compiute dalle bande RANI e le taglie imposte erano giustificatissime dalla necessità di stroncare una volta per sempre il prepotente dominio di una cricca di fascisti». Non dissimili furono le parole del sindaco di Massa Fermana, dott. Nicola Marini il 26 luglio 1944: «Tutta la popolazione si sentiva protetta dalla presenza e dalla vigilanza oculata del Comandante RANI e dei suoi luogotenenti, dott. Iommi Giovanni, Carmine Di Palma, Tonino Spagnoli, dott. Ercole Ercoli...».